# MobileGT

mobileGT — название вычислительной платформы и альянса производителей навигационных, информационно-развлекательных и телематических устройств. Альянс сосредоточен на автомобильной, промышленной и бытовой электронике на основе процессоров архитектуры Power Architecture. mobileGT Alliance был инициирован в 2000 году компанией Motorola и сейчас включает в себя множество членов из различных отраслей: ОСРВ, middleware, ПО, графики, аудио, беспроводные технологии, инструментарий для навигации и разработки. Решения mobileGT можно найти во встраиваемых автомобильных развлекательных и информационных системах многих автопроизводителей, например, BMW, Ford, General Motors, Hyundai и Mercedes-Benz, а также в вычислительных платформах, например, в EFIKA.